# 2080
2080 — 2080 рік нашої ери, 80 рік 3 тисячоліття, 80 рік XXI століття, 10 рік 8-го десятиліття XXI століття, 1 рік 2080-х років.

## Очікувані події
- 21 березня 2080 року відбудеться повне сонячне затемнення, за яким можна буде спостерігати з Антарктиди і в Індійському океані.
- 13 вересня 2080 року відбудеться часткове сонячне затемнення, за яким можна буде спостерігати з Ґренландії та Східної Азії.